# Ред-Гарбор
Ред-Гарбор (англ. Red Harbour) — містечко в Канаді, у провінції Ньюфаундленд і Лабрадор.

## Населення
За даними перепису 2016 року, містечко нараховувало 189 осіб, показавши скорочення на 1,0%, порівняно з 2011-м роком. Середня густина населення становила 16,7 осіб/км².
З офіційних мов обидвома одночасно володіли 10 жителів, тільки англійською — 185.
Працездатне населення становило 43,3% усього населення, рівень безробіття — 46,2% (37,5% серед чоловіків та 40% серед жінок). 100% осіб були найманими працівниками, а 0% — самозайнятими.

## Клімат
Середня річна температура становить 5°C, середня максимальна – 19°C, а середня мінімальна – -10,3°C. Середня річна кількість опадів – 1 621 мм.
| Клімат поселення                              | Клімат поселення | Клімат поселення | Клімат поселення | Клімат поселення | Клімат поселення | Клімат поселення | Клімат поселення | Клімат поселення | Клімат поселення | Клімат поселення | Клімат поселення | Клімат поселення | Клімат поселення |
| Показник                                      | Січ.             | Лют.             | Бер.             | Квіт.            | Трав.            | Черв.            | Лип.             | Серп.            | Вер.             | Жовт.            | Лист.            | Груд.            |                  |
| Середній максимум, °C                         | 0,25             | −0,26            | 2,60             | 7,05             | 11,72            | 16,08            | 18,28            | 19,04            | 15,65            | 10,83            | 6,32             | 1,72             |                  |
| Середня температура, °C                       | −4,75            | −5,28            | −2,42            | 2,06             | 6,73             | 11,08            | 14,99            | 15,75            | 12,36            | 7,54             | 3,03             | −1,59            |                  |
| Середній мінімум, °C                          | −9,76            | −10,27           | −7,42            | −2,95            | 1,72             | 6,08             | 11,71            | 12,45            | 9,06             | 4,27             | −0,28            | −4,88            |                  |
| Норма опадів, мм                              | 141              | 133              | 125              | 133              | 124              | 117              | 113              | 105              | 158              | 169              | 157              | 146              |                  |
| Середньомісячна швидкість вітру, м/с          | 8.58             | 7.91             | 7.40             | 6.53             | 5.58             | 5.07             | 4.85             | 5.03             | 5.74             | 6.65             | 7.56             | 8.20             |                  |
| Середньомісячна сонячна радіація, кДж/м²·день | 3952             | 6700             | 10787            | 14129            | 17552            | 19216            | 18710            | 16052            | 12264            | 7443             | 4288             | 3090             |                  |
| --------------------------------------------- | ---------------- | ---------------- | ---------------- | ---------------- | ---------------- | ---------------- | ---------------- | ---------------- | ---------------- | ---------------- | ---------------- | ---------------- | ---------------- |
| Джерело:                                      |                  |                  |                  |                  |                  |                  |                  |                  |                  |                  |                  |                  |                  |